# Obbligato: Untucked in Hannover
Obbligato: Untucked in Hannover ist ein Jazzalbum von Tom Rainey. Die am 15. Oktober 2018 vom NDR im Jazz Club Hannover mitgeschnittenen Aufnahmen erschienen 2021 auf Intakt Records.

## Hintergrund
Der Schlagzeuger Tom Rainey nahm mit seinem Quintett Obbligato ein drittes Album auf; es enthält eine Sammlung von Jazzstandards – Jacob Sacks am Piano ersetzt die regulären Pianistin der Band, Kris Davis, für diese Live-Aufnahme. Als weitere Musiker der Band des Schlagzeugers spielten Ingrid Laubrock, Ralph Alessi und Drew Gress. Untucked in Hannover ist das erste Live-Album der Gruppe; es folgt auf das Debütalbum Obbligato (2014) und Float Upstream (2017), beide auf Intakt Records erschienen.

## Titelliste
- Tom Rainey: Obbligato: Untucked in Hannover (Intakt)

1. If I Should Lose You (Ralph Rainger, Leo Robin) 5:21
2. Stella by Starlight (Victor Young, Ned Washington) 5:50
3. [Medley:] What’s New (Bob Haggart, Johnny Burke) – There Is No Greater Love (Isham Jones, Marty Symes) 17:07
4. I Fall in Love Too Easily (Jule Styne, Sammy Cahn) 6:27
5. [Medley:] Just in Time (Jule Styne, Betty Comden, Adolph Green) – In Your Own Sweet Way (Dave Brubeck) 12:38
6. Long Ago and Far Away (Jerome Kern, Ira Gershwin) 6:35

## Rezeption
Michael Laages schrieb für den NDR, der das Album als „Jazz-CD der Woche“ vorstellte, in Raineys Band gelinge Laubrock wie auch allen anderen das schöne Kunststück, das eigene Profil passgenau in den Gruppensound einzufügen. Das zweite Kunststück sei eine Art Versteckspiel: alle Titel basierten zwar auf vertrauten Standards, aber Rainey lasse sie wie zufällig aufscheinen in der kollektiven Erzählung. Auch dadurch sei die Musik wie neu zu erleben.

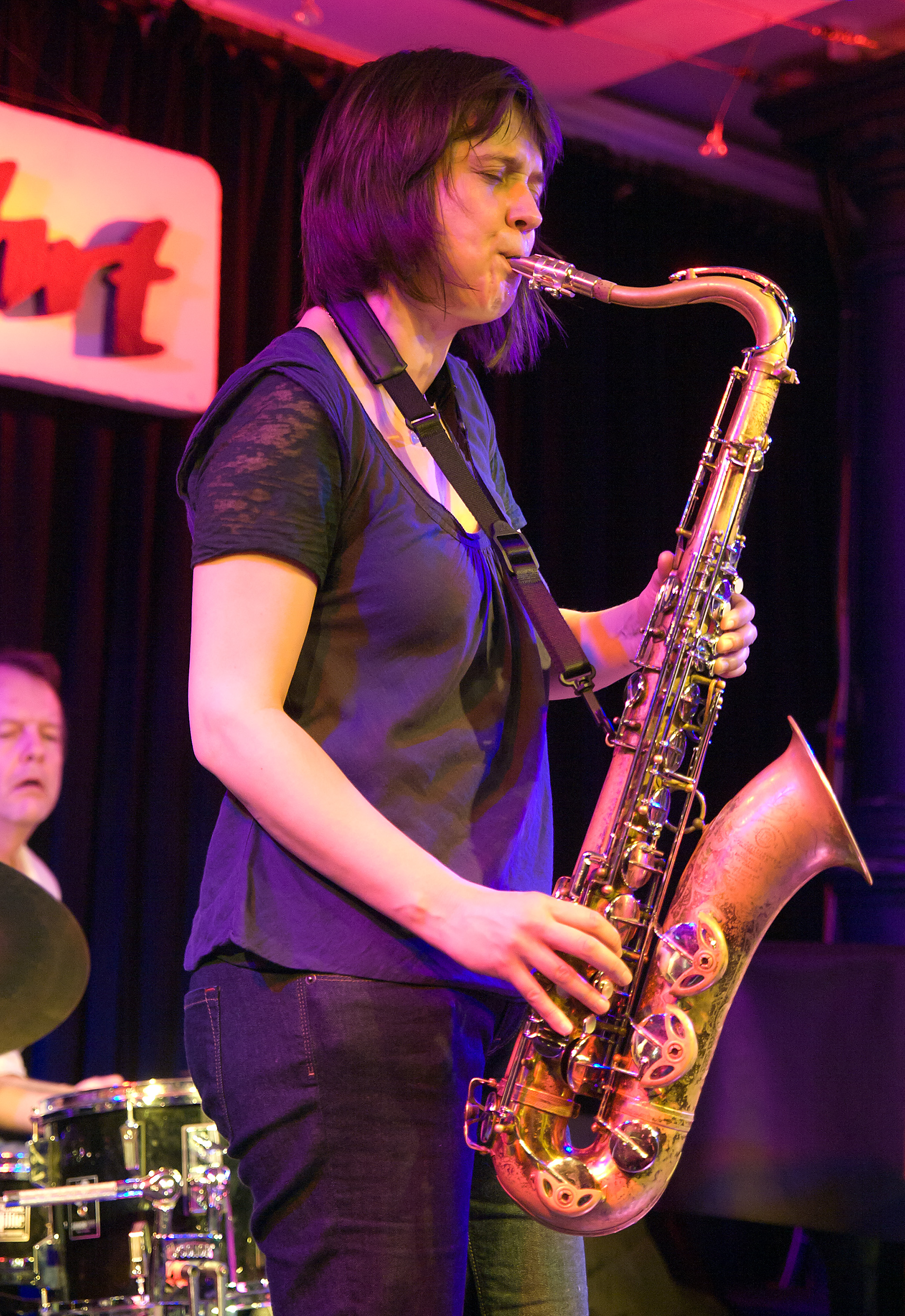
Ingrid Laubrock bei einem Auftritt in der Unterfahrt München 2011

Nach Ansicht von Dan McClenaghan, der das Album in All About Jazz rezensierte, scheint bei Rainey ein „Standardansatz“ außerhalb seiner regulären Arbeit zu liegen, denn er sei eigentlich bekannt für seine Arbeit auf der freien Seite des Jazz, etwa in Zusammenarbeit mit den Saxophonisten Tim Berne und Tony Malaby und auch mit Ingrid Laubrock, der Saxophonistin in Obbligato. Und man könne  hören, wie er sich von der sengenden Intensität von Bernes Big Satan-Gruppe zu einer melodiöseren Ausdrucksform bewege. Dies zeige, so der Autor, Raineys Respekt vor der Tradition, auch wenn er und sein Quintett diese Tradition am Revers packen würden. Es ist schwer vorstellbar, dass diese Musik über eine flüchtige Anstrengung hinaus viel geprobt wurde; das sei vielmehr Ausdruck von Spontaneität. Hier gebe es keine ausgedehnten oder herausragenden Soli, sondern eine lockere und flexible Gruppenartikulation, die manchmal direkt in die Melodie übergehe, sie jedoch häufiger aus ihrer vertrauten Form strecke, manchmal bis zur Unkenntlichkeit.
Der Kritiker der Wiener Wochenzeitung Falter meinte, selbstverständlich widme sich das Quintett um den „Schlagzeugsubtilisten“ Tom Rainey im avantgardeaffinen Jazz keineswegs ausnahmslos den Standards. Doch werde in diesem gut äußerst dichten Livemitschnitt von 2018 auf exemplarische und ebenso kurzweilige wie wendungsreiche Weise vorgeführt, wie sich acht solcher Jazzstandards auf zeitgenössische Weise neu deuten lassen, ohne dabei in haltlosen Dekonstruktivismus zu verfallen. Die hellwache Interaktion aller Beteiligten sei schlicht beglückend.